# Gregoria Urbina y Miranda
Gregoria Urbina y Miranda (San Francisco, 1857-España, fecha desconocida) fue una escritora española del siglo XIX.

## Biografía
Se desconoce mucho sobre su vida personal. Se sabe que su padre era español, que nació en San Francisco y que pasó parte de su infancia en California, de donde llegó a la península con siete años, internándola, como alumna, en el Monasterio de Nuestra Señora de la Piedad (Casalarreina), cenobio de monjas Dominicas Contemplativas, situado en Casalarreina, Provincia de Logroño.
Durante sus años de formación pone en evidencia su vocación por la escritura y la docencia, por lo que cursó estudios de Magisterio y se tituló como profesora. Su amplia formación humanística (se interesa por la teología, la literatura y la historia natural) le permiten más tarde colaborar en diversas publicaciones de carácter periódico en las que escribe sobre una gran diversidad de temas. Así podemos destacar su participación en El Amigo del Hogar, El Eco de Madrid, “Los Lunes” de El Constitucional, o En Flores y Perlas, de Madrid también. En 1888 publica “El qué dirán” y “Un paseo por Madrid”.

## Obras
La producción literaria de Gregoria Urbina, además de estas publicaciones periódicas, consiste en:
- Una madre cristiana (1878), se trata de una obra dedicada a la Princesa de Asturias, que cuenta con un artículo Vicente de Manterola y Pérez, sacerdote, escritor y político; y una introducción firmada por Alejandro Pidal y Mon;[1][2]

- Apuntes históricos sobre el pueblo hebreo (1879), obra que dedica al monarca Alfonso XII;[1][2]

- La mujer en sociedad (1880), libro prologado por don Maximino Carrillo y Albornoz.[1][2]

- Cartas del solitario de la selva a una niña, la pieza didáctica de la que no consta ejemplar alguno;[1][2]

- Historia de Gabriela, novela de la que tampoco se tiene ningún ejemplar[1][2] y

- Novena a Santa Elena, madre del gran emperador, que se publicó en La Habana, y de la que no se conoce actualmente ejemplar alguno.[1][2]

Es considerada como una periodista de cierta relevancia en su época ya que se la incluyó en la obra “Las mujeres pintadas por los españoles y Las mujeres españolas, portuguesas y americanas”, publicada entre 1870 y 1885. Esta obra tiene una gran importancia histórica ya que trataba de mostrar un retrato de la mujer de esa época que fuera lo más fiel y veraz, pese a que se puede ver una gran diferencia cuando el tema es tratado por un hombre o por una mujer.